# Светлый (Кашарский район)
Светлый — посёлок в Кашарском районе Ростовской области.
Входит в состав Киевского сельского поселения.

## География

### Улицы
- ул. Животноводов,
- ул. Курская,
- ул. Молодёжная,
- ул. Полевая,
- ул. Степная,
- ул. Супруновская.

## Население
| 2010 |
| ---- |
| 127  |